# ان‌جی‌سی ۵۷۵۵
ان‌جی‌سی ۵۷۵۵ یک کهکشان است.